# مرحله نهایی مسابقات در مانیل
مرحله نهایی مسابقات در مانیل (روسی: Разборка в Маниле) (انگلیسی: Showdown in Manila) یک فیلم اکشن روسی-آمریکایی محصول سال ۲۰۱۶ به کارگردانی مارک داکاسیوس است. این فیلم در ۱۸ فوریه ۲۰۱۶ به زبان روسی (با زیرنویس‌ انگلیسی) و در ۱۹ ژانویه ۲۰۱۸ به زبان انگلیسی در سراسر جهان منتشر شد.

## بازیگران
- الکساندر نوسکی
- کاسپر ون دین
- کری هیرویوکی تاگاوا
- تیا کریر
- مارک داکاسیوس
- ماتیاس هیوز
- دون ویلسون
- سینتیا روتراک
- اولیویه گرونر
- دیمیتری دیژوف
- رابرت مادرید

## تولید
محل فیلمبرداری این فیلم در مانیل (فیلیپین) انجام شد.